# 板垣彗星
板垣彗星（いたがきすいせい、英語: Comet Itagaki）は、2009年に発見された長周期彗星。

## 発見
超新星の発見で知られる山形県のアマチュア天文家板垣公一は、栃木県高根沢町に設置した自身の観測所で、彗星捜索用望遠鏡（21cmf/3.0反射、CCD、写野2.2度）を使用して、2009年3月14日19時過ぎ（JST）にくじら座を撮影した2枚の画像上に新彗星を発見した。発見には、北海道札幌市のアマチュア天文家金田宏が開発した移動天体検出用のソフトウェアが使用された。
発見時の光度は12等級で、弱い中央集光がある約70秒角のコマと南南東に尾があるように見られた。板垣は観測所にある別の30cmf/7.8反射望遠鏡によって新彗星を直ちに確認し、九州大学の山岡均を通じて天文電報中央局に報告した。
新彗星は報告後各地で確認され、1日後の15日には新彗星発見が公表された。
板垣の彗星発見は2008年の205P/ジャコビニ彗星（再発見）以来であり、この発見の際にも金田のソフトウェアが使用された。また、日本人名の付いた新彗星の発見は、2002年12月に発見された工藤・藤川彗星（C/2002 X5）以来6年半ぶりであった。

## 出現
2009年2月20日、地球に0.65auまで接近していたが発見前でありこの頃の観測はない。発見当時の眼視等級は9等級で、その後増光し近日点通過後の2009年5月上旬には7～8等級で眼視観測されたが、太陽離角が小さく観測自体は困難であった。同年7月には17等級まで減光し、8月には観測は終了した。
2009年3月から8月までに得られた観測から、周期255年の長円軌道が計算されている。